# Proligeston
Proligeston (Handelsname Delvosteron®) ist ein Progestativum, also ein hormonell wirksamer Arzneistoff mit gestagener Wirkung. Es wird in der Tiermedizin vor allem zur Unterdrückung einer Läufigkeit bei Haushunden bzw. Rolligkeit bei Hauskatzen eingesetzt.

## Chemische Eigenschaften
Proligeston ist ein kaum in Wasser lösliches Pulver. Die LD50 bei der Ratte liegt bei oraler Aufnahme über 2000 mg·kg−1.

## Wirkungsmechanismus
Proligeston bindet mit hoher Affinität an Progesteron-Rezeptoren. Es hat aber nur eine geringe Progesteronwirkung und steigert die Sekretion der Drüsen in der Gebärmutter. Über die Wechselwirkung mit den Progesteronrezeptoren entsteht auch die Gonadotropin-hemmende Wirkung. Außerdem bindet Proligeston auch an Glukokortikoid-Rezeptoren und entfaltet eine deutliche glukokortikotrope Wirksamkeit. Zudem wird die Bildung von Wachstumshormon in der Milchdrüse angeregt.
Proligeston wird bei subkutaner Verabreichung nur langsam resorbiert. Der resorbierte Wirkstoffanteil wird relativ schnell in der Leber abgebaut und über Galle und schließlich über den Kot ausgeschieden. Die Depotwirkung beruht also auf der langsamen Aufnahme in den Körper.

## Anwendung
Bei der Verwendung zur Unterdrückung einer Brunst sollte das Medikament im An- oder Metöstrus angewendet werden, hier besteht eine Wirkungssicherheit von etwa 98 %. Im Gegensatz zu anderen Gestagenen kann es auch noch im beginnenden Proöstrus eingesetzt werden, die Erfolgsquote liegt dann immer noch bei 95 %. Eine Folgeinjektion ist nach drei Monaten angezeigt, um den nächsten Zyklus sicher zu unterbinden. Insgesamt sollte die Blockade des Sexualzyklus jedoch maximal zwei Jahre erfolgen, eine Kastration ist für eine dauerhafte Unterbindung des Sexualzyklus auf jeden Fall ratsamer.
Darüber hinaus kann es bei durch Hormonstörungen verursachten Hauterkrankungen und bei Scheinträchtigkeit eingesetzt werden. Laut Hersteller ist auch der Einsatz bei Hypersexualität von männlichen Tieren möglich, obwohl eine antiandrogene Wirkung bislang nicht nachgewiesen ist.

## Kontraindikationen und Nebenwirkungen
Das Medikament darf bei Diabetes mellitus (Zuckerkrankheit), Endometritis (Entzündung der Gebärmutterschleimhaut), Gesäugetumoren, Trächtigkeit und vor der Geschlechtsreife nicht eingesetzt werden.
Die Nebenwirkungen sind bei Proligeston deutlich geringer als beim Einsatz anderer Gestagene.
Bei Zuchttieren sollte Proligeston nicht eingesetzt werden, da die Gefahr der Entstehung einer Glandulär-zystischen Hypertrophie des Endometriums, einer Endometritis oder sogar einer Pyometra besteht.
Bei Langzeitbehandlung kann eine Insulin-Resistenz auftreten und somit eine Zuckerkrankheit entstehen sowie, aufgrund der Glukokortikoidwirkung, eine Atrophie der Nebennierenrinde und ein Cushing-Syndrom. Eventuell können auch gutartige Tumoren des Gesäuges und aufgrund der Wachstumshormonwirkung eine Akromegalie entstehen.
Weitere Nebenwirkungen sind lokale Schmerzerscheinungen, eventuell auch bleibende Haut- und Fellveränderungen (Verfärbung, Haarausfall) an der Injektionsstelle.